# Jeden Osiem L
Jeden Osiem L ist eine polnische Band. Das L im Namen der Band steht für lat (dt. Jahre). Der Bandname bedeutet auf Deutsch Eins Acht (Jahre).

## Bandgeschichte
Die Band wurde im Jahre 1998 in Płock gegründet. Die Begeisterung für Hip-Hop ließ die beiden Teenager Siwy und Łukasz ihre ersten Songs aufnehmen. Aber da sie aus einer nicht allzu großen Stadt stammten, war es für sie ziemlich schwer, sich an die Spitze des Musikbusiness zu kämpfen. Besonders, weil es dort keine richtigen Studios und keinen Ort gab, an dem sie ihr Material ausprobieren konnten. Auch ein großer Nachteil für die Band war die Tatsache, dass sie keinerlei Kontakte zu Personen in der Musikbranche hatten und so auch niemanden, den sie um Hilfe oder Rat bitten konnten. Sie mussten sich alles selber beibringen. Also fingen sie an, mit ganz einfachen Mitteln zu arbeiten und nahmen ihre Songs auf Tonband auf und bearbeiteten sie dann am Computer. Diese Aufnahmen wurden aber nie veröffentlicht.
2001 kamen zwei weitere MCs dazu: Paczkos und Gmura. Im gleichen Jahr hatten sie ihr erstes Konzert in dem Klub Pub 26. Nicht lange nach diesem ersten Erfolg übernahm TFK die Arbeit an der musikalischen Produktion des Liedes Kiedyś było inaczej („Früher war es anders“).
Dass TFK heute noch in der Gruppe Mitglied ist, ist nur einem Zufall zu verdanken, denn wie kann es sein, dass ein Rock-Fan und Gitarren-Liebhaber in der Hip-Hop-Branche tätig ist? Aber durchaus, denn er und Paczkos bauten eine gute Freundschaft auf, als sie zusammen eine mehrere Jahre lange Gitarrenausbildung hatten, die sich für ihre heutigen Zwecke als sehr nützlich erwies. Im August 2002 hatten sie ihre erste Chance, außerhalb von Płock ein Konzert zu geben. Sie gaben nun auch Konzerte in Białystok, Włocławek, Toruń, Kielce und Poznań.
Im Februar 2003 verließ Gmura die Gruppe, obwohl er einen großen Einfluss auf den Rest der Gruppe hatte. Der Grund hierfür wurde nicht bekannt gegeben, aber man weiß, dass Gmura an seinem eigenen Material arbeitet und eine Solokarriere zu starten versucht. Die Band wurde 2003 von UMC Records unter Vertrag genommen. Und obwohl es die Gruppe schon seit fünf Jahren gab, kam die erste CD erst im November des Jahres 2003 heraus. Sie wurde Wideoteka („Videothek“) genannt. Es war ihr erster großer Erfolg, der sie auch außerhalb Polens bekannt machte. Die Hitsingle der CD hieß Jak zapomnieć („Wie kann ich es vergessen“).
Nach einigen Monaten wurde die Gruppe und das Lied für den Eska Music Award nominiert. Die Zuhörer von Radio Eska wählten die Gruppe zur Band des Jahres und die Single zur Hit-Single des Jahres. Die CD hatte sogar den Status einer Goldenen Schallplatte erreicht.
Im Herbst 2004 flogen Jedem Osiem L für sechs Konzerte nach Chicago, New Jersey und New York. In Chicago spielten sie in dem berühmten Klub Jedynka („Nummer eins“) sowie auf dem Festival Taste of Polonia, zu dem mehrere tausend Leute kamen. Am 23. Mai 2005 kam ihre zweite CD heraus, die Słuchowisko („Vorlesung“) heißt. Diese CD wurde aber nicht mehr von UMC Records hergestellt, stattdessen wechselten sie zu Universal Music Polska, weil sie sich in ihrer künstlerischen Freiheit eingeschränkt sahen und nach einiger Zeit das Vertrauen zu UMC Records verloren hatten.

### Jak zapomnieć
Dieser Song sorgte für großes Aufsehen, da es das erste Hip-Hop-Lied war, welches auch von Radiosendern wie RMF FM oder Radio Zet gespielt wurde. Doch gleich nach dem Erfolg dieses Liedes kam das Gerücht auf, die Band habe ein anderes Lied gecovert. Die Band bekannte sich dazu, versicherte aber, nur kurze Passagen genutzt und sie dann zum größten Teil verändert zu haben. Sie sagten auch, dass sie am Anfang ihrer Karriere keine Vorstellung von den musikalischen Rechten gehabt hätten. Die Sache sei aber schon vor längerer Zeit mit den Produzenten der betroffenen Songs geklärt worden.
Der Songtext unterscheidet sich von anderen Hip-Hop-Texten, weil er keinerlei Beschimpfungen, Drohungen oder sonst dergleichen enthält. Der Text von Jak zapomnieć handelt von jemandem, der seine vergangene Liebe nicht vergessen kann, aber viel dafür geben würde, dies zu schaffen. Er erzählt, wie es war, als sie noch zusammen waren, und dass er nie wieder so sehr verletzt werden möchte. Auch die Melodie unterscheidet sich vom normalen oder standardmäßigen Hip-Hop, denn sie ist sehr harmonisch, und während des ganzen Liedes hört man im Hintergrund die gleiche Klaviermelodie, die einem einen Hauch von Traurigkeit und Berührung übermittelt. Auch der Refrain besteht nicht aus Rap, sondern wird gesungen. Außer dem Klavier hört man im Hintergrund noch ein Schlagzeug, das genau wie das Klavier die ganze Zeit im selben Rhythmus bleibt. Der Songaufbau ist sehr einfach, er besteht nur aus Strophe und Refrain. Den Wechsel vom Hip-Hop zu dieser Richtung, die man schon fast Pop nennen kann, erklären die Jungs, indem sie sagen, dass sie ihren eigenen Stil haben wollten, der ihre Musik ausdrückt. Bis auf die Strophen, die gerapt sind, weist der Song-Text und die Melodie eher auf das Genre Pop hin.

## Diskografie
- 2003: Wideoteka
- 2005: Słuchowisko
- 2007: Nowy Folder